# Marie Moscovici
Pour les articles homonymes, voir Moscovici.
Marie Moscovici (née Marie Bromberg à Paris en 1932 et morte en 2015) est une sociologue et psychanalyste française d'origine polonaise.
Après avoir été chercheuse en sociologie au CNRS, elle devient psychanalyste lacanienne, membre de l’Association psychanalytique de France. Elle co-dirige la revue L'Écrit du temps aux éditions de Minuit de 1982 à 1988, puis la revue L'Inactuel.

## Biographie
Sa famille, juive polonaise, immigre peu avant sa naissance à Paris, et doit prendre le faux nom de Bataille sous l'Occupation. Au collège, sa professeur Colette Audry lui fait découvrir la littérature, en particulier Charles Baudelaire. Elle a été proche du parti communiste français. En 1960, elle est l'une des signataires du Manifeste des 121 pour le droit à l'insoumission pendant la Guerre d'Algérie.
Mariée au psychologue et théoricien de l'écologie Serge Moscovici, elle est la mère de l'homme politique Pierre Moscovici (né en 1957).

## Travaux
Dans Le Meurtre et la Langue, ouvrage publié en 2002 et marqué par le 11 septembre, elle prolonge les réflexions de Freud sur le meurtre, la guerre, la violence, l’inscription des événements historiques (ceux de la grande Histoire) dans les histoires individuelles et leur transmission inconsciente de génération en génération, parfois depuis des temps immémoriaux.
Elle a notamment travaillé sur l'oeuvre psychanalytique de Lou Andreas-Salomé .

## Œuvres
- Sigmund Freud (préf. Marie Moscovici), L'homme Moïse et la religion monothéiste, Paris, Gallimard, 1993 [1986], 256 p. (ISBN 9782070327416)
- Il est arrivé quelque chose. Approches de l'événement psychique, Ramsay, 1989, rééd. Payot, 1991.
- L'Ombre de l'Objet. Sur l'inactualité de la psychanalyse, Le Seuil, 1990.
- Le Meurtre et la Langue, Métailié, 2002.
- « Les analystes ne parlent pas beaucoup du silence », Silences, 2004, p. 169-177.
- « Les préhistoires : pour aborder Totem et Tabou », Revue française de psychanalyse, 57, 1993/3, p. 691-719.